# ویکی استون
ویکی استون آهنگساز، کمدین، هنرپیشه و نوازنده بریتانیایی است.
استون در راگبی، وارویک شایر، به دنیا آمد و در مدرسه ابتدایی ایستلندز و سپس دبیرستان دخترانه راگبی تحصیل کرد. او برنده بورسیه تحصیلی فلوت برای حضور در مدرسه کلیسای جامع ولز برای دوره ششم شد. در سال ۱۹۹۷ نوازنده فلوت برای ارکستر ملی کودکان شد.